# Éclance
 Éclance  es una población y comuna francesa, en la región de Champaña-Ardenas, departamento de Aube, en el distrito de Bar-sur-Aube y cantón de Soulaines-Dhuys.

## Demografía
| 152 | 145 | 133 | 125 | 114 | 120 |
| Para los censos de 1962 a 1999 la población legal corresponde a la población sin duplicidades (Fuente: INSEE [Consultar]) |     |     |     |     |     |